# Óscar Miró Quesada de la Guerra
Óscar Miró Quesada de la Guerra (Lima, 30 de julio de 1884 - Ib. 12 de agosto de 1981) fue un periodista y científico peruano.

## Biografía
Sus padres fueron José Antonio Miró Quesada, director de El Comercio, y Matilde de la Guerra Gorostide. Estudió en el Colegio Whilar de Lima y realizó sus estudios superiores en la Universidad Nacional Mayor de San Marcos, graduándose con el grado de doctor de Filosofía y Letras, en 1910, y doctor de Jurisprudencia con la tesis La nacionalización del derecho por la extensión universitaria y abogado, en 1911, lo que lo orientó hacia las disciplinas humanísticas y sociales. 
Desde los quince años de edad comenzó a escribir artículos de divulgación científica en el diario El comercio de Lima (del que después sería redactor jefe)– haciendo gala de una profunda y variada cultura - lo que difundió, primero, en el culto público peruano y luego en el de América del Sur y finalmente en Europa, sus trabajos versaron - entre otros temas - sobre conceptos del psicoanálisis, de la psicología integral, de la moderna filosofía y de la relatividad.
Fue profesor de la Facultad de Letras de la Universidad Nacional Mayor de San Marcos, de 1910 a 1918, y de la Facultad de Jurisprudencia, de 1918 a 1929. Fundó el Centro Universitario de Lima (organismo gremial estudiantil antecedente de la Federación de Estudiantes del Perú) de la cual fue su primer presidente y el Departamento de Antropología Criminal de la Facultad de Jurisprudencia, en 1923.
Un amigo envió sus artículos a Albert Einstein, la respuesta del sabio fue una conceptuosa carta donde le manifestaba su asombro por la labor desarrollada. Tan notable tarea de "Racso" hizo decir a Albert Einstein, en carta del 21 de noviembre de 1939:

Me he quedado verdaderamente sorprendido de que un diario ofrezca a sus lectores una exposición tan detallada y precisa de un tema científico. Los artículos me parecen, en efecto reproducir bien el contenido esencial del pensamiento del libro escrito… por mí, tanto como puedo juzgarlo por mi incompleto conocimiento del español. Este hecho es un interesante signo de que las tendencias e intereses científicos están iniciando su emigración hacia el Nuevo Mundo.

Fue miembro de varias academias entre ellas la Real Academia Española, de la Real Academia de la Historia, de la Sociedad Geográfica de Lima, de la Sociedad Histórica de Lima y del Comité France-Amérique de París.
Falleció en Lima, en 1981.

## Su obra literaria
Racso, tiene múltiples obras, siendo la más destacada La relatividad y los quanta (1940), Editorial Zig-Zag (Chile), ya que a través de ella puso al alcance del lector profano la teoría relativista, que antes de 1940, solamente habitaba en las bibliotecas norteamericanas y europeas. En su libro, no solamente tradujo al español la obra de Einstein “La Evolución de la Física”, sino que fue la primera traducción existente en ese idioma, en donde se comenta y analiza en profundidad la teoría, al punto que aún no ha perdido vigencia, y sigue siendo en la actualidad un valioso texto de consulta histórico. Dicha obra es una recopilación de 22 artículos publicados en el suplemento cultural de las ediciones dominicales del diario “El Comercio” de Lima.
El facsímil de la carta que, Einstein le envió a Racso con fecha 21 de noviembre de 1939, se encuentra inserto en el libro intitulado La relatividad y los quanta.